# Kim-Valerie Elixmann
Kim-Valerie Elixmann (* 19. August 1989 als Kim-Valerie Voigt) ist eine deutsche Schönheitskönigin aus Garbsen bei Hannover.

## Leben
Die damals 18-Jährige wurde am 3. Februar 2008 im Europa-Park Rust zur Miss Germany gewählt. Die als Miss Norddeutschland angetretene Schülerin setzte sich gegen 21 Konkurrentinnen durch.
Elixmann lernte später den Beruf der Veranstaltungskauffrau und absolvierte ein duales Studium zur diplomierten Eventmanagerin. Anfang 2015 gründete sie mit einer Partnerin eine Agentur für Hochzeitsplanung.
Elixmann ist verheiratet und Mutter einer Tochter.